# Ergastèrion
Ergastèrion o Ergastèria (en llatí: Ergasteria) era una ciutat minera de la regió de Mísia, a la via que anava de Pèrgam a Cízic, a uns 400 estadis de la primera. Galè, quan anava a Ergastèrion des de Pèrgam, va remarcar que aquell territori tenia una gran quantitat de pedra metàl·lica que ell anomenava molibdè.